# Карвальо, Фернандо
Ферна́ндо Ша́гас Карва́льо Не́то (порт.-браз. Fernando Chagas Carvalho Neto) (1 ноября 1952, Порту-Алегри, Риу-Гранди-ду-Сул) — бразильский спортивный менеджер. Наибольшую известность получил в 2000-е годы, когда футбольный клуб «Интернасьонал», президентом которого являлся Карвальо, выиграл множество международных трофеев, включая Кубок Либертадорес 2006 и победу над «Барселоной» в финале Клубного чемпионата мира в том же году.

## Карьера
Фернандо Карвальо по образованию является юристом и в первые годы после получения степени он занимался именно юридической деятельностью. В 1982 году Карвальо впервые пришёл в «Интернасьонал», когда в клубе президентом был Артур Даллеграве. Но первый период работы в секции футбола «Интера» не был удачным для Карвальо. В последующие 2 десятилетия Карвальо работал в структуре клуба, пока в 2002 году не одержал победу на выборах президента «Интернасьонала», причём это были первые выборы с участием всех членов клуба прямым голосованием. Ранее президента выбирали на Исполнительном комитете клуба.
Годы президентства Карвальо (2002—2006) стали одними из самых успешных в истории клуба. «Интернасьонал» четырежды побеждал в чемпионате штата Риу-Гранди-ду-Сул, лишь из-за скандала с судейством и переигровкой некоторых матчей чемпионата 2005 года не стал чемпионом Бразилии в 2005 году, в 2006 году впервые в истории выиграл Кубок Либертадорес, а в декабре того же года стал сильнейшим клубом мира, выиграв Клубный чемпионат ФИФА. «Интер» выдвинулся в число ведущих клубов Бразилии, Южной Америки и мира не только с точки зрения спортивных результатов, но и благодаря постоянному улучшению инфраструктуры и деятельности организации (при нём клуб первым в Южной Америке прошёл аттестацию ISO 9000). С 2002 по 2009 год (к столетию «Интернасьонала») число официальных членов «Интера» увеличилось с 6 тысяч до 100 тысяч человек.
С 2007 по 3 января 2011 года был вице-президентом «Интернасьонала». Затем был консультантом президента «Интера» по футбольной части, а впоследствии вновь стал вице-президентом.
В 2009 году Карвальо выпустил автобиографическую книгу «De Belém a Yokohama» («От Белена до Иокогамы»), посвящённую воспоминаниям о работе в «Интернасьонале». Также Карвальо занимается благотворительной деятельностью.

## Достижения в качестве президента «Интернасьонала»
- Лига Гаушу (4): 2002, 2003, 2004, 2005
- Кубок Либертадорес (1): 2006
- Клубный чемпионат мира (1): 2006

## Достижения в качестве вице-президента «Интернасьонала»
- Лига Гаушу (2): 2008, 2009
- Кубок Либертадорес (1): 2010
- Южноамериканский кубок (1): 2008
- Рекопа Южной Америки (1): 2007
- Кубок Дубая (1): 2008
- Кубок банка Суруга (1): 2009